# Paepalanthus plantaginoides
Paepalanthus plantaginoides là một loài thực vật có hoa trong họ Eriocaulaceae. Loài này được (Desv. ex Ham.) Körn. mô tả khoa học đầu tiên năm 1863.